# Йоганнес Віллебрандс
Йоганнес Віллебрандс (нід. Johannes Willebrands; 4 вересня 1909, Бовенкарпсел — 2 серпня 2006, Денекамп, Нідерланди) — нідерландський кардинал, архієпископ Утрехта і примас Нідерландів, високопоставлений чиновник Римської курії.

## Біографія
Народився в Бовенкарпсель, найстарший з дев'яти дітей.
Навчався в семінарії у Вармонді. Рукоположений на священика 26 травня 1934. Після того продовжував навчання в Римі в Папському університеті святого Томи Аквінського. Після повернення до Голландії він працював священиком в дієцезії Гарлем і викладав у семінарії у Вармонд (у 1945—1960 роках був її ректором.)
У червні 1960 року він був призначений секретарем ватиканського Секретаріату зі сприяння єдності християн. Як експерт він брав участь у Другому Ватиканському Соборі (1962—1965). У червні 1964 р. він був призначений титулярним єпископом Маурії і отримав єпископські свячення 28 червня 1964 з рук папи Павла VI. У квітні 1969 року він був призначений головою Секретаріату зі сприяння єдності християн, а через два тижні піднесений до сану кардинала-диякона, з дияконією святих Косми і Дам'яна.
Віллебрандс брав участь у багатьох сесіях Всесвітнього Синоду Єпископів у Ватикані (він був президентом-делегатом другої позачергової сесії в листопаді і грудні 1985 року). У грудні 1975 року він був призначений архієпископом Утрехта і примасом та військовим вікарієм Нідерландів, зберігши одночасно своє становище в Римській курії. Тоді ж був призначений кардиналом-пресвітером з титулом Сан Себастьяно алле Катакомбе. Брав участь в обох конклавах 1978 року і два в першому пленарному засіданні Колегії кардиналів у Ватикані в листопаді 1979 року. Був президентом-делегатом Спеціального Синоду голландських єпископів у Ватикані в січні 1980 року.
У листопаді 1982 року подав у відставку з посади військового вікарія Нідерландів, а в грудні 1983 року — з посади архієпископа Утрехта. У вересні 1989 року йому сповнилось 80 років, і він втратив право брати участь у наступних конклавах. У грудні того ж року подав у відставку з посади голови Папської ради зі сприяння християнській єдності (ставши головою-емеритом). Після смерті кардинала Коррадо Бафіле (лютий 2005) аж до своєї смерті був найстаршим за віком кардиналом.
У 1997 році він переїхав до францисканського монастиря у Денекамп, де й помер у 2006 р.